# Matthias van Geuns
Matthias Jansz. van Geuns (Groningen, 15 september 1758 - Haarlem, 21 november 1839) was een Nederlands doopsgezind predikant en silhouettist.

## Leven en werk
Van Geuns werd in 1758 in Groningen geboren als zoon van de ijzerhandelaar Jan Stevens van Geuns en van Hiltje Bartels. Van Geuns werd van 1779 tot 1782 tot predikant opgeleid aan het Doopsgezind Seminarium in Amsterdam. Na het voltooien van zijn opleiding werd hij in 1783 predikant van Makkum in Friesland. In 1788 werd hij predikant in Harlingen en in 1792 in Haarlem. In deze plaats vervulde hij het predikantschap tot zijn emeritaat in 1828.
Van Geuns was in zijn vrije tijd silhouettist, knipkunstenaar. In de periode tussen 1781 en 1810 maakte hij vierhonderd portretten, die in twee albums bewaard zijn gebleven. Het Rijksbureau voor Kunsthistorische Documentatie geeft ten onrechte aan dat zijn werkzame periode al in 1773 begon en eindigde in 1839 het jaar van zijn overlijden.
Van Geuns trouwde op 15 augustus 1790 met Trijntje Cornelisdr. Sytzes uit Leeuwarden. Uit hun huwelijk werden zeven kinderen geboren. Hun zonen Cornelis Sytze en Bartel werden evenals hun vader doopsgezind predikant. Van Geuns overleed in november 1839 op 80-jarige leeftijd in zijn woonplaats Haarlem, waar hij na zijn emeritaat was blijven wonen.

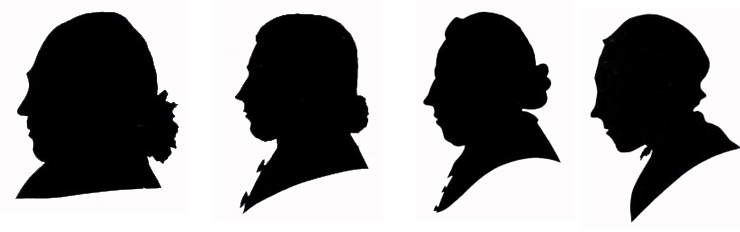
Silhouetportretten door Matthias van Geuns v.l.n.r. van Pieter Ymes Tichelaar, Jelmer Pieters Tichelaar, Adam Sijbel en Sara van Woensel